# ای‌آراو ۲۴ سری
ای‌آراو ۲۴ سری (ARO ۲۴ Series) یک سری خودرو است که در سال‌های ۱۹۷۲ تا ۲۰۰۶در رومانی تولید شده‌است. طراحی آن موتور جلو، توزیع نیروی پیشران و خودرو چهار چرخ محرک بوده است. سیستم جعبه‌دندهٔ آن ۵ دنده به صورت دستی است.